# Fjodor Mezentsev
Fjodor Vladimirovitsj Mezentsev (Russisch: Фёдор Владимирович Мезенцев) (Alma-Ata, 19 november 1989) is een schaatser uit Kazachstan, met een specialisatie op de 1000 meter. 
Hij was in 2014 een van de schaatsers uit Kazachstan die uitkwamen op de Olympische Winterspelen 2014. Daar nam hij deel aan de discipline schaatsen en dan de afstand 1000 meter, daar eindigde hij op de 32ste plaats.

## Records

### Persoonlijke records
| Afstand      | Tijd     | Datum            | Baan           |
| ------------ | -------- | ---------------- | -------------- |
| 500 meter    | 35,23    | 9 december 2017  | Salt Lake City |
| 1000 meter   | 1.08,80  | 10 december 2017 | Salt Lake City |
| 1500 meter   | 1.45,30  | 3 december 2017  | Calgary        |
| 3000 meter   | 3.54,58  | 25 november 2017 | Calgary        |
| 5000 meter   | 6.59,64  | 28 maart 2013    | Astana         |
| 10.000 meter | 14.41,44 | 24 maart 2011    | Astana         |

## Resultaten
| Jaar | WK sprint | Olympische Spelen   | WK Junioren                          |
| ---- | --------- | ------------------- | ------------------------------------ |
| 2006 |           |                     | 46e allround 15e achtervolging       |
| 2007 |           |                     | 25e allround 15e achtervolging       |
| 2008 |           |                     | 36e allround                         |
| 2009 |           |                     | 8e 1000m 15e 1500m 11e achtervolging |
|      |           |                     |                                      |
| 2013 | NC28      |                     |                                      |
| 2014 |           | 33e 1000m 35e 1500m |                                      |
|      |           |                     |                                      |
| 2018 |           | 33e 1000m 28e 1500m |                                      |